# التلفاز في تركيا
تشمل صناعة التلفزيون في تركيا إنتاج البرامج عالية التقنية ونقلها وتغطيتها. مؤسسة الإذاعة والتلفزيون التركية هي أكبر وأقوى محطة تلفزيون وطنية في تركيا. اعتبارًا من 1 أغسطس 2019، ذكرت هيئة الإذاعة والتلفزيون المجلس الأعلى للإذاعة والتلفزيون أن هناك 536 قناة تلفزيونية في تركيا. تعد تركيا أسرع مصدر للمسلسلات التلفزيونية نموًا في العالم وقد تجاوزت حاليًا كلاً من المكسيك والبرازيل باعتبارها ثاني أكبر مصدر للمسلسلات التلفزيونية في العالم بعد الولايات المتحدة. نمت الدراما التلفزيونية التركية منذ أوائل العقد الأول من القرن الحادي والعشرين.

## تاريخ

القناة الوطنية الأولى تي أر تي 1

تم تقديم التلفزيون في تركيا في عام 1952 مع إطلاق تلفزيون الاتحاد الدولي للاتصالات . تم إعداد أول عمل بث تلفزيوني تم تنفيذه كبث تلفزيوني بدائرة مغلقة في تركيا في يونيو حتي يوليو 1966. أول قناة تلفزيونية وطنية في تركيا كانت تي أر تي 1 ، والتي تم تقديمها في عام 1968. في عام 1972، كانت قناة تي أر تي تبث خدمتها حصريًا إلى أنقرة أربع ليالٍ في الأسبوع، إلا أن المشاهدين في المناطق الحدودية كانوا يجذبون القنوات التلفزيونية من الدول المجاورة. وتم تركيب هوائيات متطورة في إسطنبول قبل بدء خدمة تي أر تي في المدينة، مستهدفة بلغاريا، وهي أقرب دولة لديها إشارات وظيفية.  تم تقديم التلفزيون الملون في عام 1981. بدأت أول قناة تلفزيونية خاصة في تركيا ، ستار ، البث في 26 مايو 1989. لم يكن هناك سوى قناة تلفزيونية واحدة تسيطر عليها الدولة حتى موجة التحرير في التسعينيات والتي بدأت البث المملوك للقطاع الخاص.  يتم تحديد سوق التلفزيون في تركيا من خلال عدد قليل من القنوات الكبيرة، بقيادة كانال دي وأي تي في وشو تي في ، بحصة سوقية تبلغ 14% و10% و9.6% على التوالي. 

## التلفزيون الأرضي الرقمي

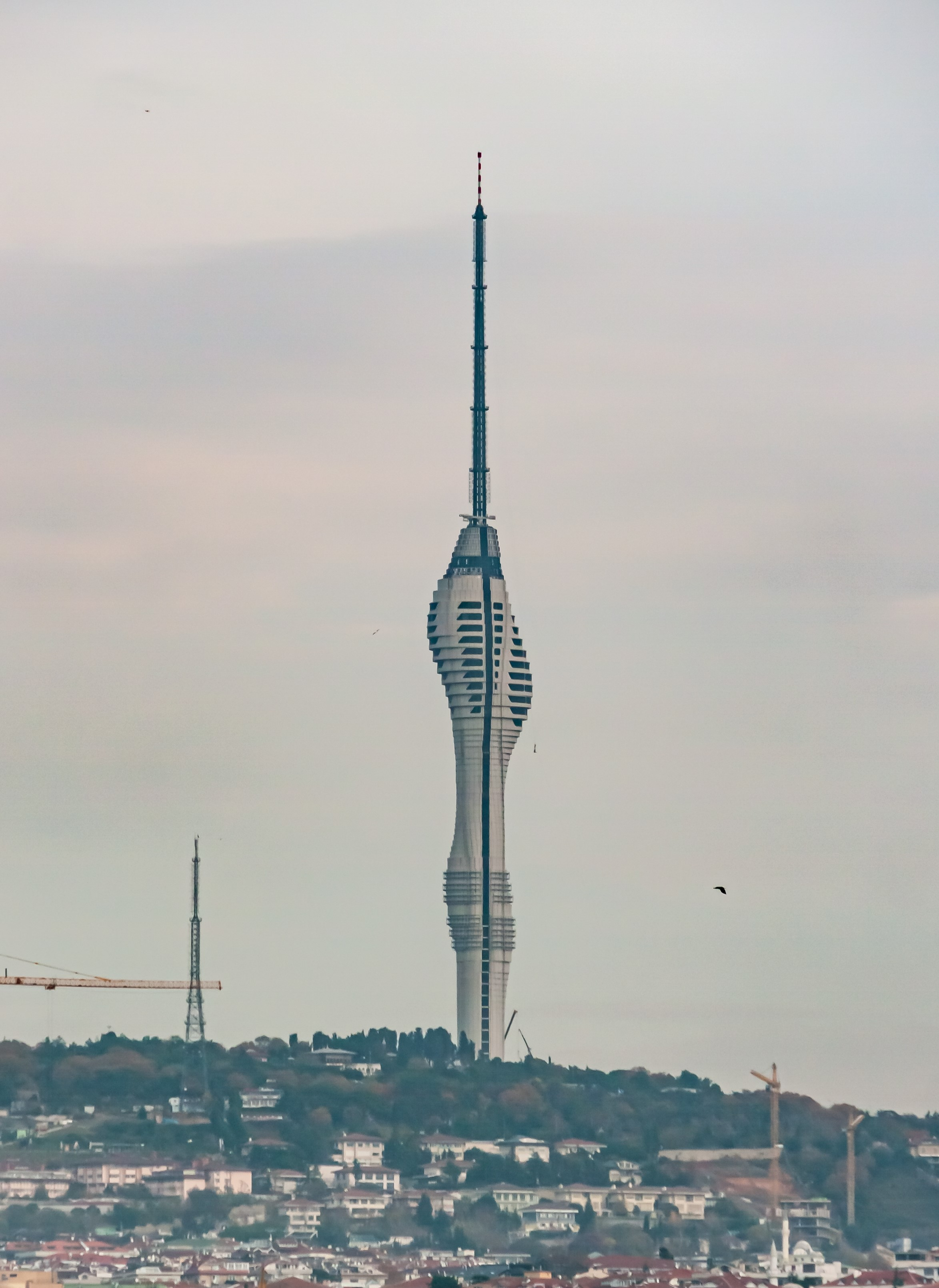
برج تشامليجا هو أطول مبنى في إسطنبول.

التلفزيون الأرضي الرقمي المخطط لتركيا في 28 أغسطس 1998 في جامعة بيلكنت في أنقرة.